# بوهة فيرو
بوهة ڤيرو أو البوهة العملاقة (الاسم العلمي: Bubo lacteus) هي طائر جارح ليلي من إفريقيا السوداء ، وهي من فصيلة البوم الحقيقي من رتبة البومات القرناء. وهي ثالث أكبر بوم في العالم بعد بوم بلاكستون الصياد والبوهة الأوراسية.

## الوصف
طول بوهة ڤيرو 66-75 سم. وهذا الطائر الليلي الذي يصل باع أجنحته إلى مترين يزن 1600-3115 غ.

## المظهر
إن الألوان كالآتية: وجهه بيضوي الشكل أسود[ ؟ ]، جفنيه ورديان، عينين برتقاليان، الريشات العلوية بنية داكنة والريشات السفلية رمادية فاتحة

## الغذاء
تغتذي بوهة ڤيرو أساسا على القواع والسمور وعلى ثدييات صغيرة أخرى، وهي من أندر طيور التي تأكل القنافذ. قرب الطرق، تغتذي على الجرذان والحمام[ ؟ ].

## التكاثر
يبدأ موسم التكاثر من مارس إلى سبتمبر. تبيض الأنثى بيضتان وتغطيها 38 أيام بدون تركها، أما الأب يصطاد. عندما يأتي وقت التفقيس يأكل الفرخ الأول أولا، وأما الفرخ الثاني يأكل ثانيا. في تسعة أسابيع تستطيع الأفراخ الطيران ولكن تبقى مع والديها. وتترك الصغار العش عند بلوغ 3 أشهر.

## صور

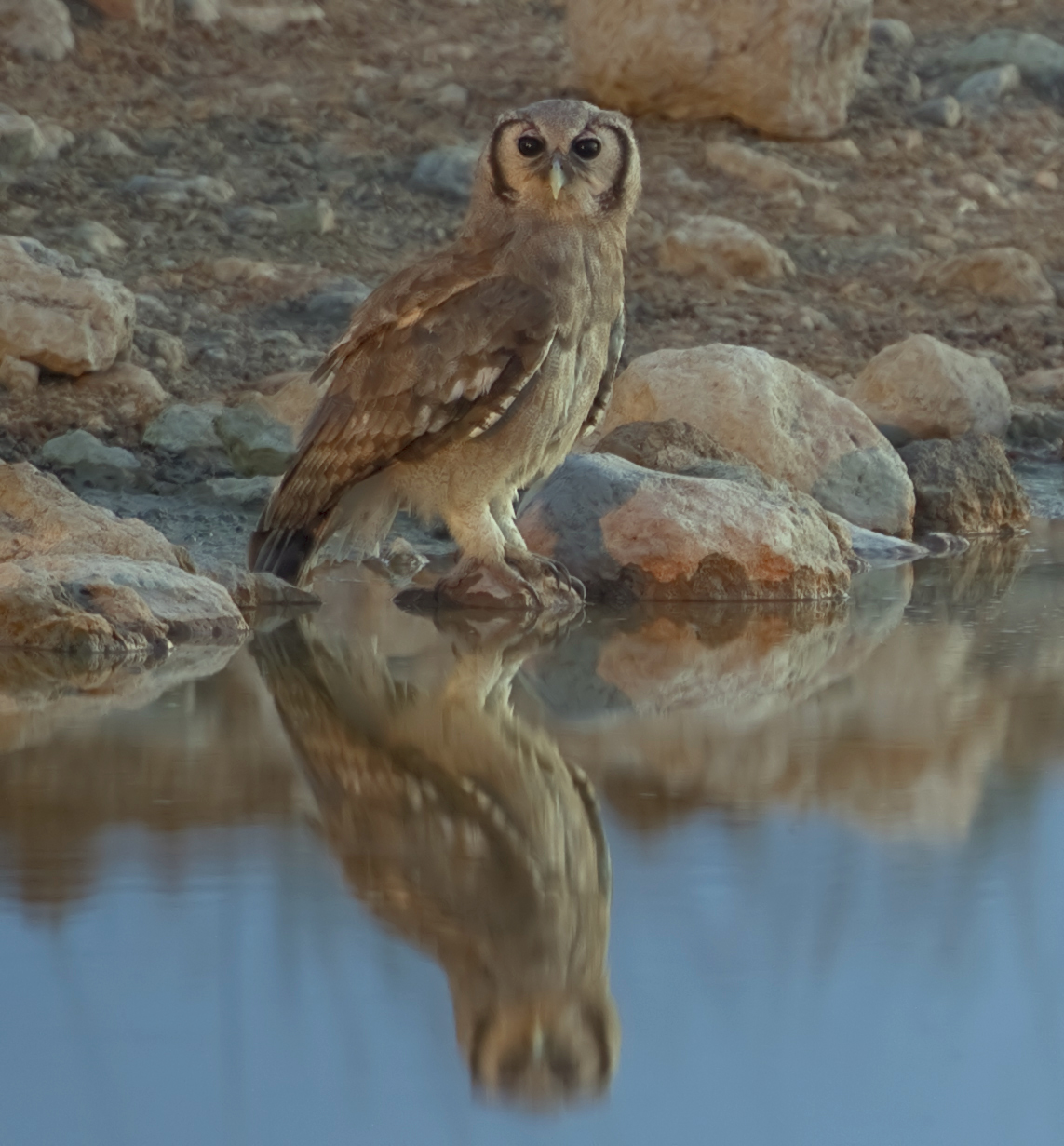
بوهة ڤيرو في منتزه إيتوشا الوطني
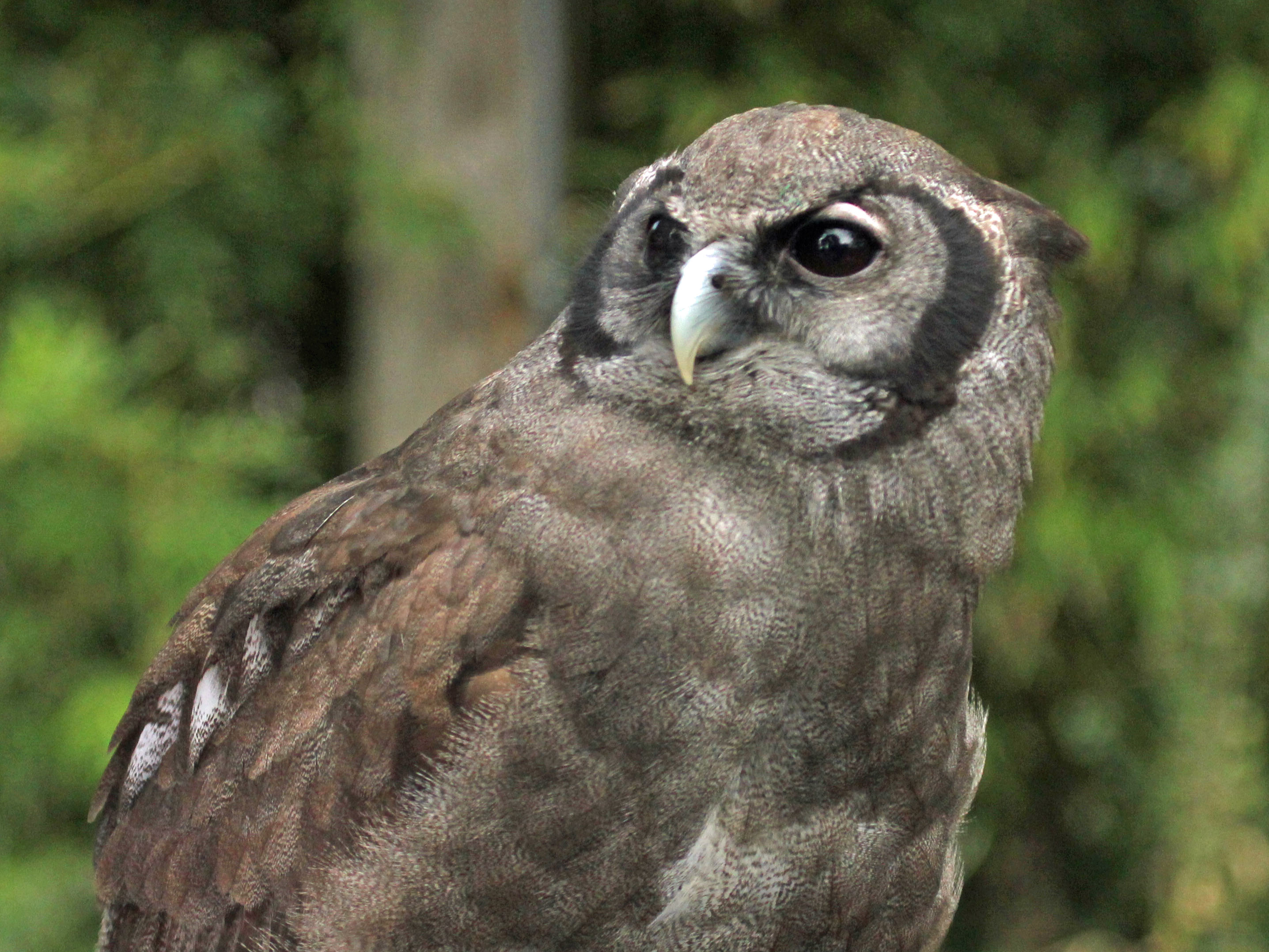
بوهتان في حديقة حيوانات سان دييغو
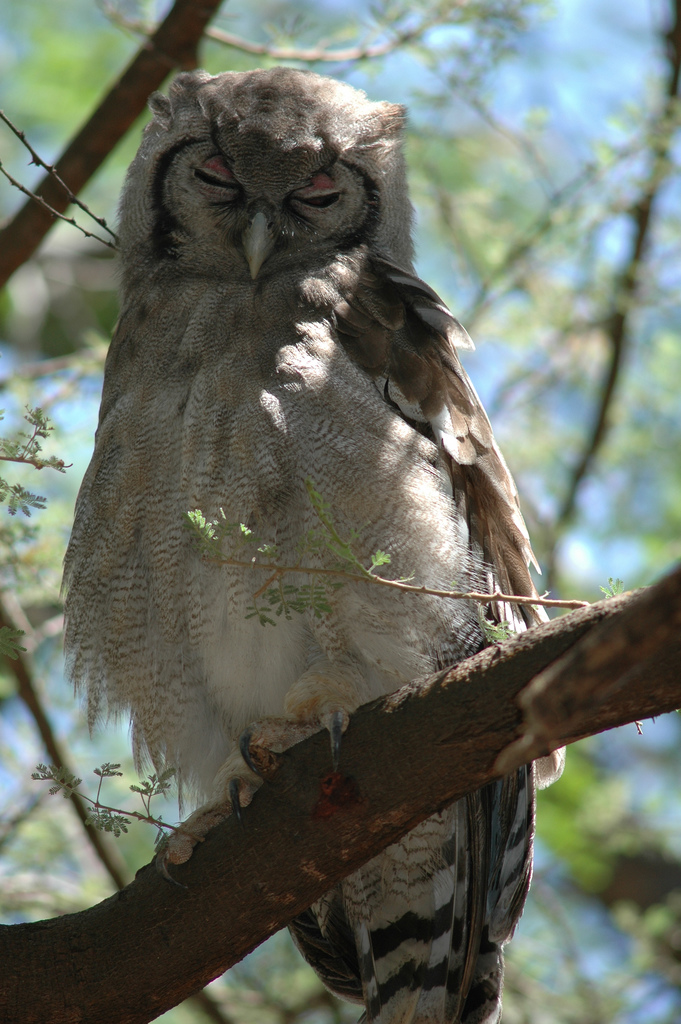
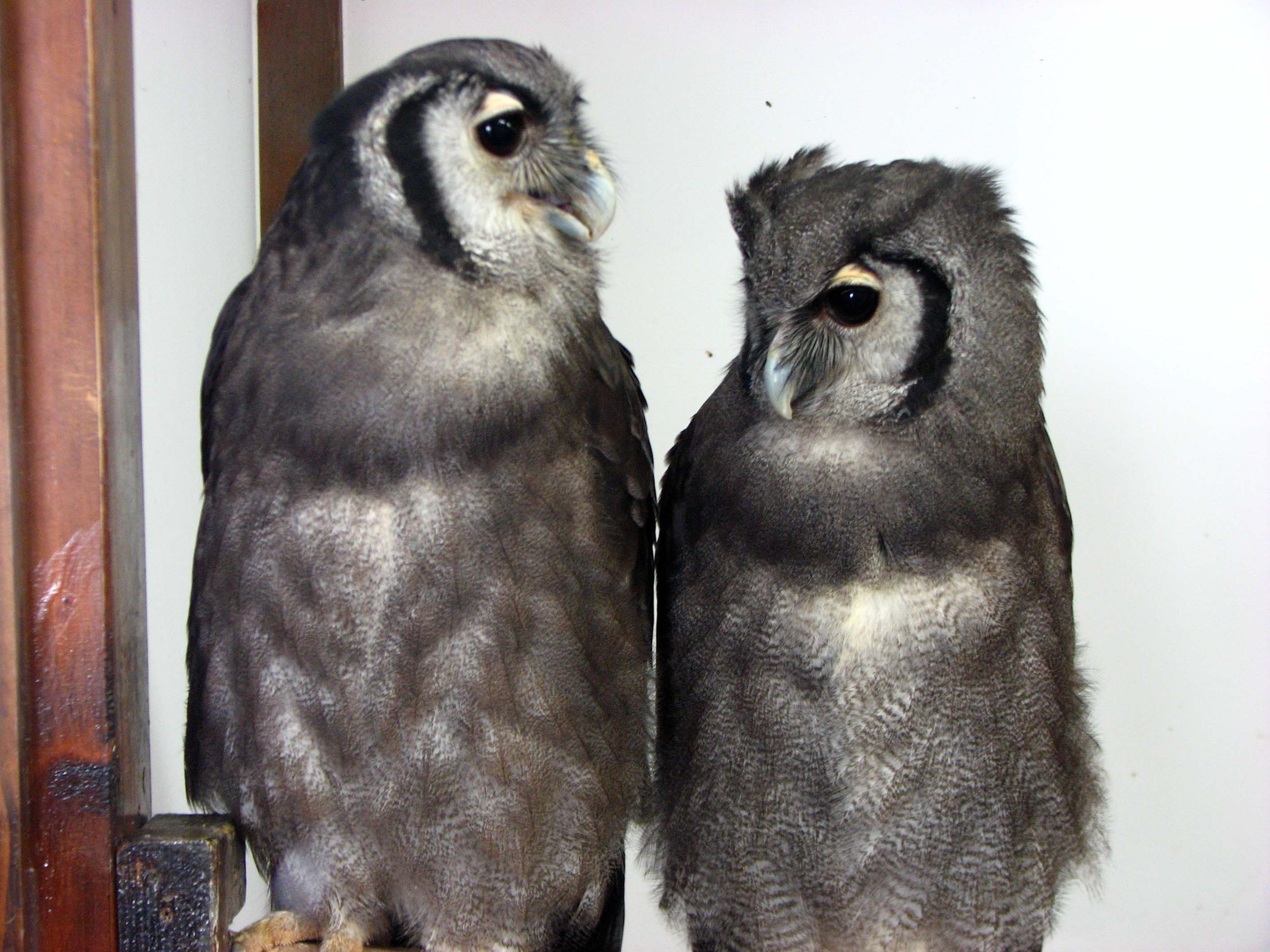
بوهتا ڤيرو